# Chmelnického povstání

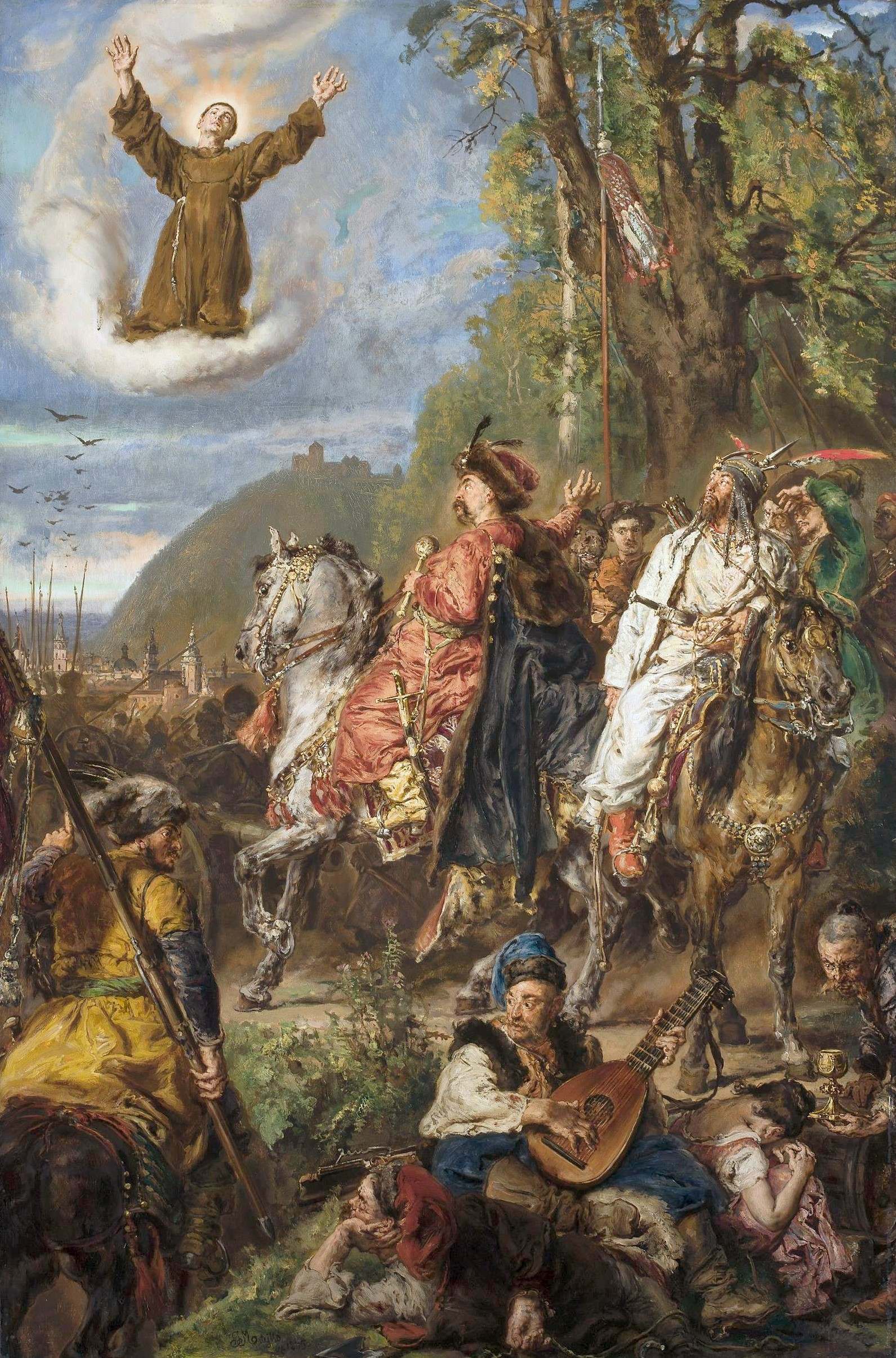
Bohdan Chmelnický a Tuhaj bej na obraze Jana Matejka

Chmelnického povstání bylo kozácko-nevolnické povstání na Ukrajině v polovině 17. století. Probíhalo v letech 1648–1654. Bylo namířeno proti polsko-litevskému státu, jehož šlechta se pokoušela omezit rozsah kozácké autonomie.
Povstání vypuklo roku 1648, kdy je vyvolal kozácký hejtman Bohdan Chmelnickij. Jeho akce, motivované porušováním kozácké autonomie i osobními spory mezi Chmelnickým a polskými šlechtici, spustily široké povstání. Kozáci se spojili s krymskými Tatary vedenými knížetem Tuhaj Bejem a dosáhli překvapivých vítězství v bitvách u Korsuně a Žlutých vod. Proti kozákům se postavil vojevůdce Jeremiáš Wiśniowiecki, který proti nim vedl poměrně úspěšnou ofenzivu a zabránil tomu, aby se povstání rozšířilo dál na sever. Vojenská převaha kozáků vedla roku 1649 k uzavření zborovské dohody, v níž polský král Jan II. Kazimír a jeho kancléř Adam Kisiel uznali Chmelnického kozáckým hejtmanem a potvrdili uznání kozáckých práv v plném rozsahu.
Rozpory mezi kozáckými vůdci a nerespektování míru z jejich strany vyvolaly polskou odezvu. Roku 1651 Wiśniowiecki obnovil útoky a vytlačil kozáky za Dněpr. Poláci následně drtivě zvítězili v bitvě u Berestečka a donutili kozáky uzavřít bělocerkevský mír (1651), jímž byla kozácká autonomie omezena jen na území kyjevského vojvodství. Kozáci s tímto výsledkem nebyli spokojeni a postavili se na odpor, roku 1652 byla svedena bitva u Batohu, v níž kozáci zvítězili a následně povraždili 8500 polských zajatců, včetně příslušníků vysoké šlechty (Např. Samule Kalinowski, Marek Sobieski). Kozácká rada poté požádala o pomoc proti Polákům ruského cara Alexeje. Následně, roku 1654, kozácká rada v Perejaslavi vyhlásila připojení Levobřežní Ukrajiny k Rusku, což však mělo za následek ještě tvrdší omezení kozácké autonomie než na polském území.
Po ochabnutí důvěry v Moskvu se Chmelnický pokusil vytvořit protipolskou koalici s Sedmihradskem a Švédskem, ovšem neúspěšně. Roku 1657 Chmelnický zemřel, na jeho místo nastoupil Ivan Vyhovský, který se rozešel s Moskvou a raději se chtěl dohodnout s Poláky, plánoval přeměnit Ukrajinu ve třetí subjekt polsko-litevské unie. Tento plán však nenašel na Ukrajině podporu, kozáci se proti Vyhovskému vzbouřili a hejtman musel uprchnout do Polska. Na Ukrajině nastala éra chaosu a rozvratu.
Chmelnického povstání bylo provázeno obrovskými protižidovskými pogromy. Obětí masového vyvražďování se stalo téměř 100 tisíc Židů v Polsku, Litvě i v Bělorusku, rozzuření kozáci však vraždili také Poláky, zejména šlechtice. Oběti byly často upalovány nebo naráženy na kůly. Za masakry nese zodpovědnost sám Chmelnický i jeho velitelé, např. neblaze proslulý Maxim Kryvonos. Pronásledování Židů vyvolalo silnou migrační vlnu, mnoho Židů z Ukrajiny našlo útočiště mimo jiné i v Českých zemích. Zatímco západní historiografie hodnotí roli Chmelnického povstání kriticky a zdůrazňuje hlavně jeho brutalitu, v ukrajinském národním vědomí stále žije a je vnímáno jako osvobozenecká národní válka, jež vedla ke vzniku nezávislého ukrajinského státu. Naproti tomu Poláci a pochopitelně rovněž Židé, jej dosud vnímají silně negativně.

## Odraz v kultuře
Událostmi Chmelnického povstání se inspiroval polský autor Henryk Sienkiewicz při psaní románu Ohněm a mečem, který ho proslavil. Příběh románu popisuje osudy hlavního hrdiny, Jana Skrzetuskiho, který se spolu s Jeremiášem Wiśniowieckim, jemuž slouží, dostane do středu konfliktů s kozáky. V době svého vydání (původně vycházela seriálově v časopise, později vyšla jako samostatná kniha) se o její úspěch zasloužila historická přesnost a vykreslení dobových událostí.

### Galerie

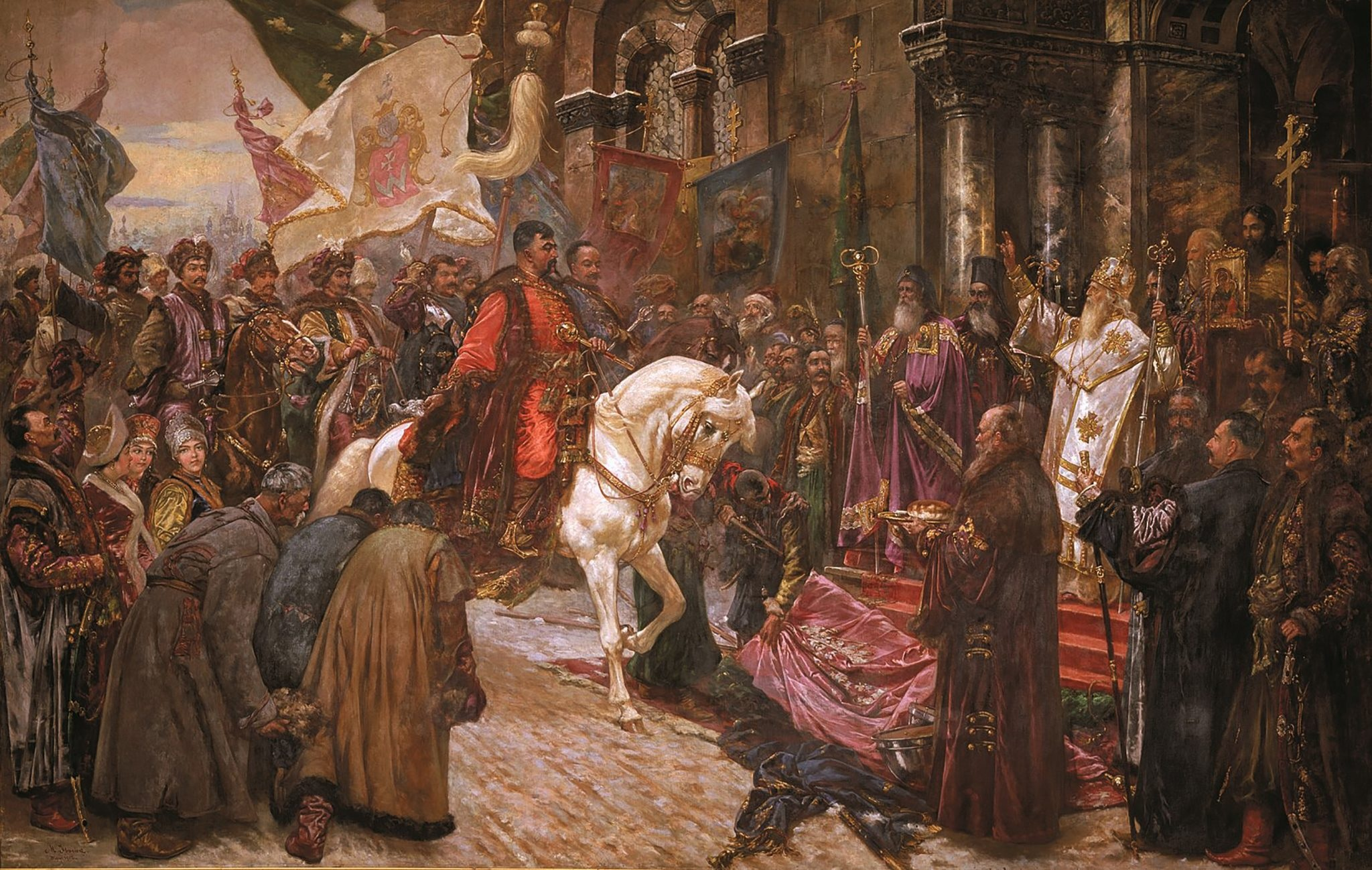
Bohdan Chmelnický vjíždějící do Kyjeva
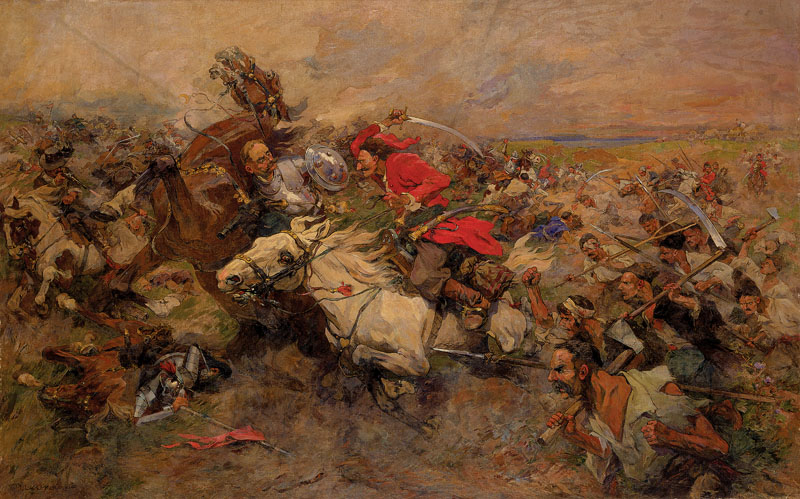
Souboj Maxima Krivonose a Jeremiáše Wiśniowieckého
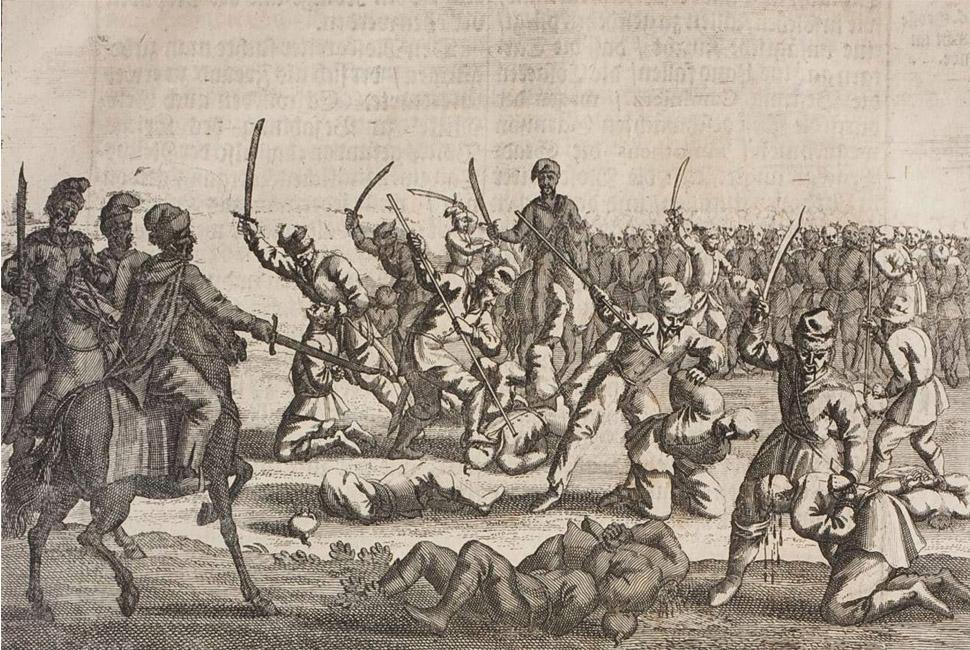
Poprava polských zajatců
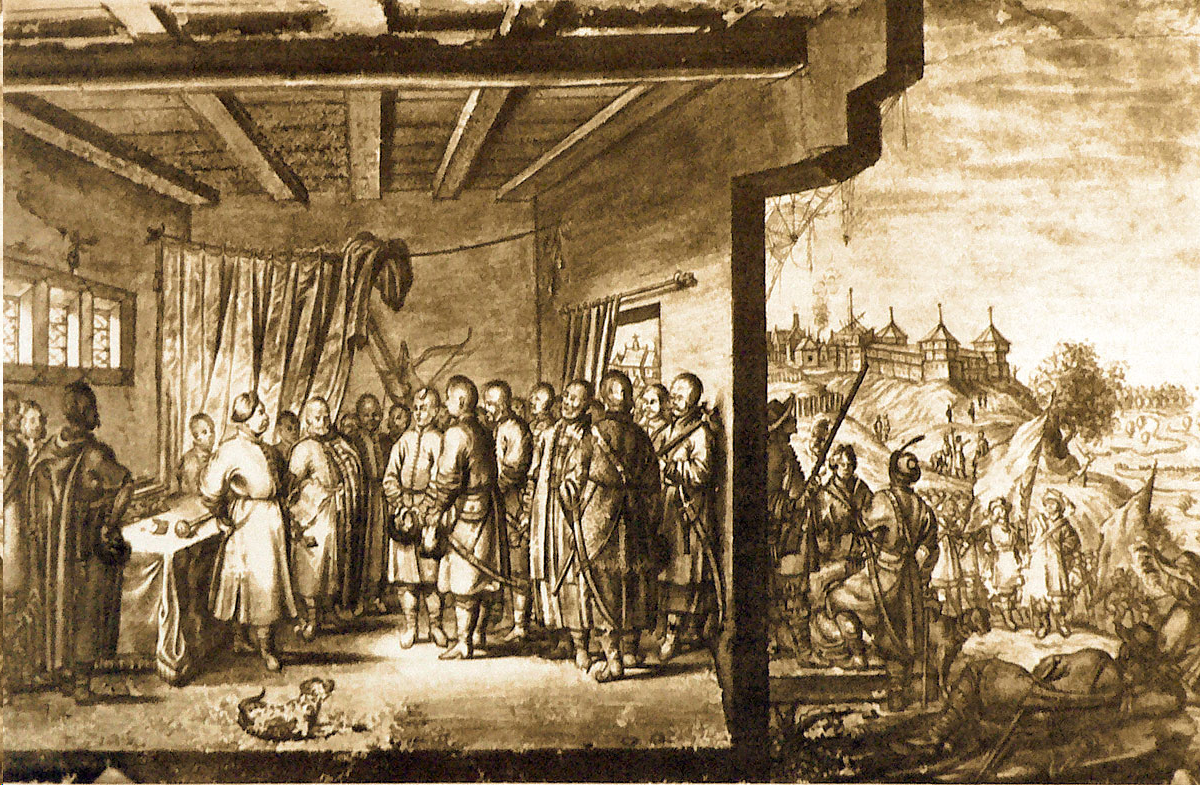
Přijetí Chmelnického vyslanců Januszem Radziwiłłem
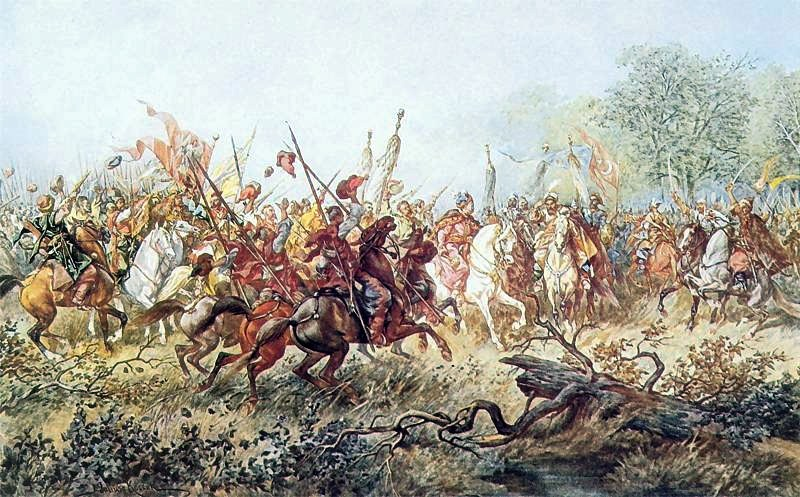
Setkání Chmelnického s Tuhaj Bejem
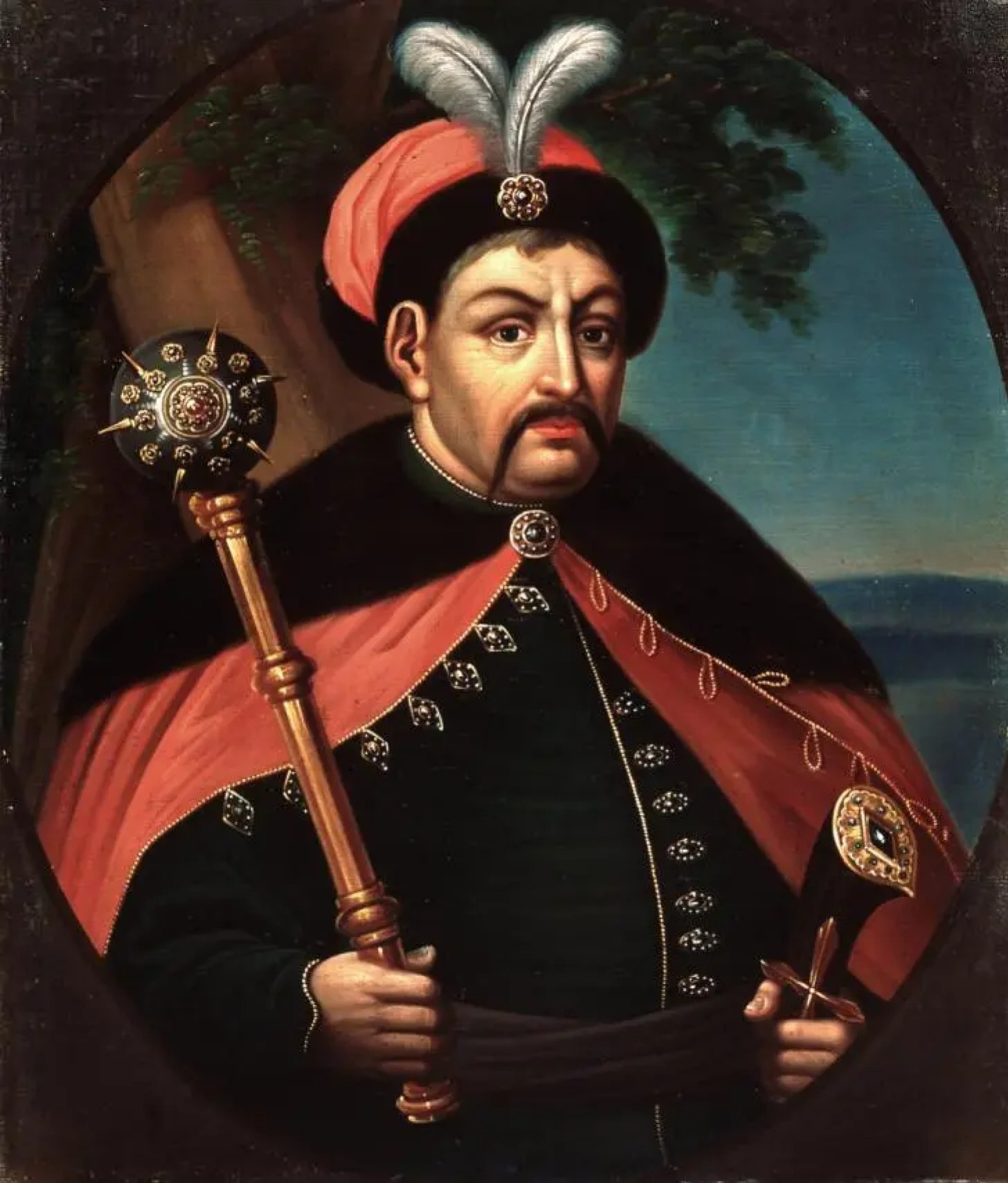
Bohdan Chmelnický na malbě z 19. století